# Flottille 31F
La flottille 31F est la première flottille d'hélicoptères de l'aviation navale française. Créée le 1er août 1956, elle a été mise en sommeil le vendredi 25 juin 2010 puis réactivée le 4 octobre 2012.

## Historique
L'insurrection algérienne de 1954 décide en juin 1955 la Marine nationale d'envoyer sur place un détachement de Sikorsky S-55 de la flottille 10S. Ce détachement est inclus dans le Groupement Hélicoptères no 2, où se mélangent des S-55 de l'Aviation légère de l'armée de terre (ALAT) et de l’Armée de l’air. Le 4 juin 1956, le lieutenant de vaisseau Derlot est désigné comme chef d'un détachement de 3 Sikorsky H-21 « Bananes », prêtés par l'ALAT, qui rallie Sétif le 7 juin, en relève des 2 S-55 de la 10S (tous deux construits sous licence par la SNCASE), rentrés à Saint-Raphaël. Jusqu'au 31 juillet, les pilotes de l'aviation navale suivent un entraînement intensif sur 5 Vertol H-21. Le 1er août 1956, la Marine crée à partir de ce détachement la première flottille d'hélicoptères, la  31F. Placée sous le commandement du lieutenant de vaisseau Bally, elle est officiellement affectée à la base aérienne 149 Maison Blanche improvisée à Alger, mais dans les faits, elle stationne déjà à Sétif. La carrière en Algérie des S-55 et H-21 n'est pas longue au sein des 33F et 31F. Déjà, au début 1956 est mis en service le premier des 135 Sikorsky S-58 (H34 ou HSS), tout d'abord au sein de l'escadrille 20S, puis des 31F et 33F. La véritable aventure des S-58 débute en janvier 1958 avec l'arrivée des 8 hélicoptères de la 32F à Oran à bord du Bois-Belleau, lesquels s'installent à la BAN Lartigue où ils opèrent avec la 31F. Puis, première flottille d'hélicoptères présente en Algérie, la 31F est la dernière à être équipée de cet appareil et rend ses S-55 à l'ALAT.
À la suite de sa mise en sommeil le 25 juin 2010 après 154 000 heures de vol en 54 ans d’existence, au cours de laquelle 22 des siens ont perdu la vie en service aérien commandé; ses 9 hélicoptères Lynx de lutte anti-sous-marine sont transférés à la flottille 34F de la base d'aéronautique navale de Lanvéoc-Poulmic la seconde flottille de l'aéronautique navale dotée de ce type de machines. Afin d'armer les frégates anti-sous-marine de la force d'action navale basées à Toulon, des détachements de Lynx de la 34F seront déployés à Hyères.
Le 4 octobre 2012, elle est réactivée sur la base de Hyères avec trois hélicoptères Caïman marine. La 31F se concentre dans un premier temps sur le secours maritime (SECMAR) en Méditerranée, le temps d’attendre l’arrivée du standard 2 du NH-90 Caïman marine, lequel lui permettra de mener des missions de lutte ASM et anti-surface depuis les frégates Horizon et FREMM. Fin juin 2016 la 31F et la 33F se partagent 16 des 17 NH-90 Caïman marine (27 commandés) de la Marine nationale.Son indicatif est désormais "Arès".

## Bases
- Base aérienne 149 Maison Blanche (détachéé à Sétif) (août 1956-décembre 1957)
- Base aérienne 149 Maison Blanche (détachéé à Sidi-Bel-Abbes) (décembre 1957-mars 1960)
- BAN Lartigue (mars 1960-septembre 1961)
- BAN Saint-Mandrier (septembre 1961-décembre 2003)
- BAN Hyères Le Palyvestre (décembre 2003-juin 2010)
- BAN Hyères Le Palyvestre (octobre 2010-...)

## Appareils

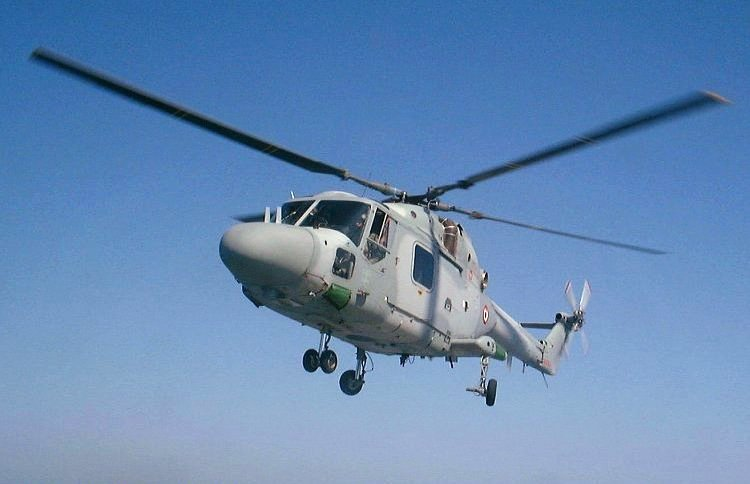
Un hélicoptère Lynx de la flottille 31F en vol

- Vertol H-21C (août 1956-avril 1960)
- Sikorsky S-58 (avril 1960-juin 1979)
- Lynx (juin 1978-juin 2010)
- Caïman marine (octobre 2010-...]